# From tha Chuuuch to da Palace
From tha Chuuuch to da Palace är en singel av rapparen Snoop Dogg med gästmusiker Pharrell Williams. Den är producerad av Williams. Musikvideon handlar om en 10-årig pojke som är ett Snoop Dogg-fan och får en docka som föreställer Snoop Dogg. Dockan är en voodoodocka och när den 10-årige pojken börjar röra dockan gör Snoop Dogg det med.

## Listplaceringar
| Listan (2002)                        | position Position |
| ------------------------------------ | ----------------- |
| U.S. Billboard Hot 100               | 77                |
| U.S. Billboard Hot R&B/Hip-Hop Songs | 23                |
| U.S. Billboard Hot Rap Tracks        | 16                |
| U.S. Billboard Rhythmic Top 40       | 27                |
| UK Singles Chart                     | 27                |
| Germany Top 100                      | 75                |
| Radio+Records Airplay - Rhythmic     | 23                |
| Radio+Records Airplay - Urban        | 27                |
| Tokio Hot 100                        | 57                |
| Dutch Top 100                        | 97                |
| Denmark Top 20                       | 19                |

1. ↑  Chart Data: Snoop Dogg